# Hearts of Iron III
Hearts of Iron III (укр. Залізні серця III) — відеогра в жанрі глобальної стратегії, розроблена Paradox Development Studio та випущена Paradox Interactive 7 серпня (Windows) та 7 грудня 2009 року (OS X). Події гри розгортаються в період Другої світової війни.
Наступна гра серії, Hearts of Iron IV, була випущена в 6 червня 2016 року.

## Ігровий процес
У грі гравець керує економікою, дослідженням технологій і дипломатією обраної ним держави в часи напередодні, під час і після Другої світової війни (1936—1948). Гра зосереджена довкола трьох альянсів: Союзників, Осі та Комінтерну.

## Доповнення

### Hearts of Iron III: For the Motherland
Hearts of Iron III: For the Motherland — це другий додаток до гри Hearts of Iron III, випущений Paradox Interactive 28 червня 2011 року.
Доповнення значно поліпшує швидкодію гри, а також додає можливість керувати партизанським підпіллям, додає до гри стратегічні ресурси. Також додаток уточнює ігрову мапу, додає нові події та рішення.
Як і було обіцяно у щоденниках розробників, спільноті гравців дозволили поліпшувати ігрову мапу. Ці поліпшення будуть включені в офіційні патчі до гри.